# 纪元编
《纪元编》，又名《历代纪元编》，署名清朝嘉庆十年乙丑科进士李兆洛所编写，其实是李兆洛的门人六承如所编，三卷。收录了自汉武帝建元元年（前140年）到清穆宗同治十年（1871年）的各政权年号，包括很多地方小型政权的年号。对之前的一些类书如王应麟《玉海》收录的年号进行了考订。上卷为纪元总载，列举汉朝至明朝各朝帝号、年号，以及改元的干支年份，附有少数民族政权、农民起义领袖、割据政权和越南、新罗、日本等所立年号，以及钱文和拟议不用年号等。中卷为纪元甲子表，分年排列，并与并存政权年号对照，附有建元以前历代甲子表，以补前此无年号之不足。下卷为纪元编韵，以年号末一字依韵编列，注明帝属，以便检索。民国十六年（1927年）罗振玉有《重校订纪元编》三卷。